# Monika Czernin

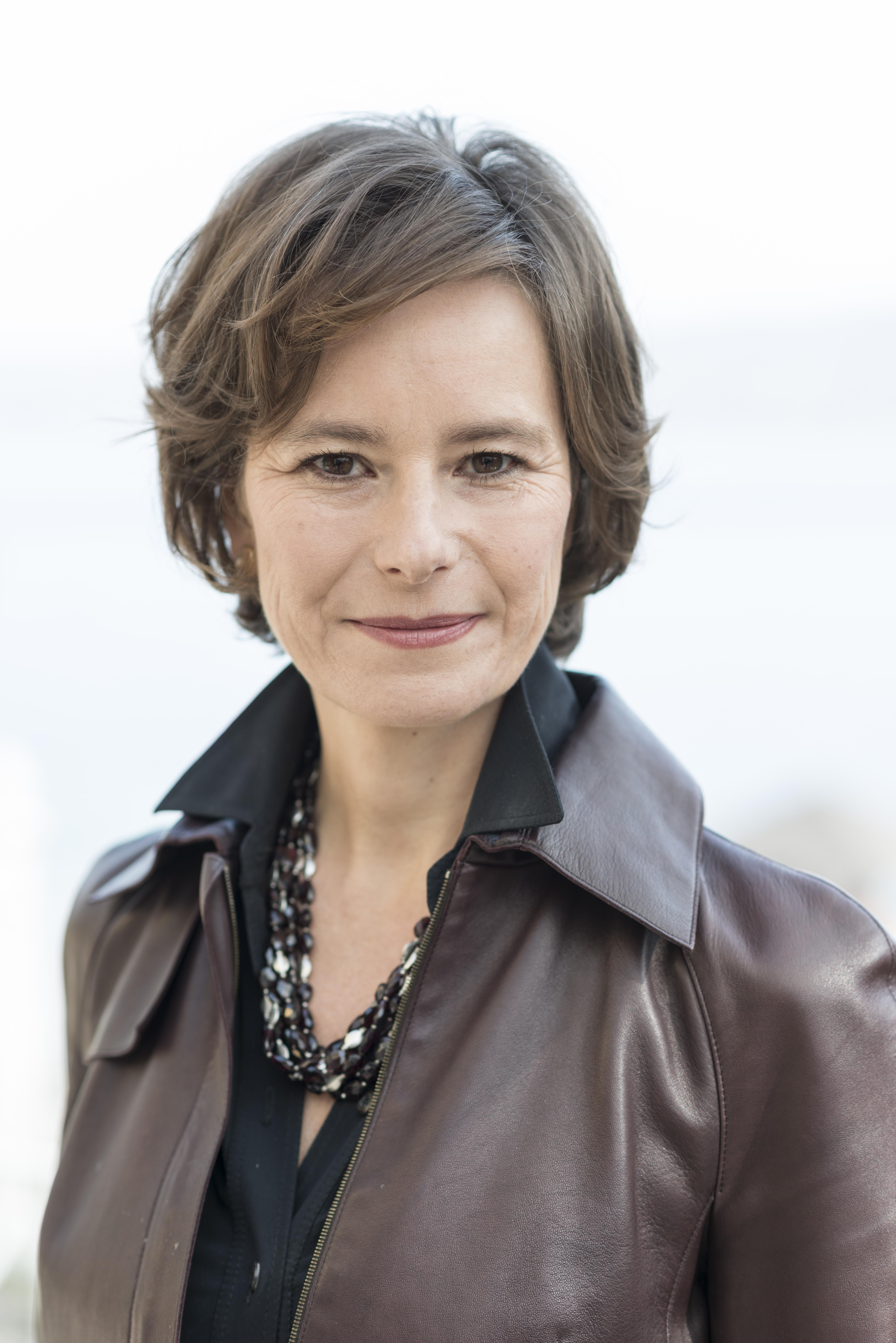
Monika Czernin, 2014

Monika Czernin (* 18. Februar 1965 in Klagenfurt) ist eine österreichische Autorin und Filmemacherin.

## Leben
Monika Czernin studierte Pädagogik, Politikwissenschaften, Philosophie und Publizistik an der Universität Wien, das Studium schloss sie 1992 als Magistra ab. Während des Studiums war sie für das ORF-Radio tätig, später für das ORF-Fernsehen im ORF-Büro in Berlin. Danach war sie Kulturredakteurin für die Tageszeitung Die Presse. Seit 1996 lebt sie als freie Autorin und Filmemacherin am Starnberger See.
Über ihre Großtante 2. Grades Nora Kinsky schrieb sie 2005 die Romanbiografie Ich habe zu kurz gelebt. Die Geschichte der Nora Gräfin Kinsky. 2007 wurde die von Monika Czernin gestaltete Fernsehdokumentation Die Gräfin und die russische Revolution – Nora Kinsky – Die Rotkreuzbaronin veröffentlicht. Zu ihren Vorfahren zählt auch Ottokar Czernin, 2010 gab sie unter dem Titel Graf Ottokar Czernin: Mein Afrikanisches Tagebuch dessen Reiseaufzeichnungen heraus.
Ihre Erziehungsbücher, die sie gemeinsam mit Remo H. Largo geschrieben hat, sind Longseller. Mit Anna Sacher und ihr Hotel. Im Wien der Jahrhundertwende schaffte sie es auf die Spiegel-Bestsellerlisten.

## Publikationen (Auswahl)
- 1999: Jeder Augenblick ein Staunen, Walter Verlag, Zürich 1999, ISBN 978-3-530-60053-7; Piper-Verlag, München/Zürich 2002, ISBN 978-3-492-23695-9.
- 2001: Picassos Friseur. Die Geschichte einer Freundschaft, gemeinsam mit Melissa Müller, Kiepenheuer & Witsch, Köln 2001, ISBN 978-3-462-02980-2 und Diogenes-Verlag, Zürich 2023, ISBN 978-3-257-07240-2.
- 2003: Gebrauchsanweisung Wien, Piper Verlag, München 2003, ISBN 978-3-492-27511-8.
- 2003: Glückliche Scheidungskinder, gemeinsam mit Remo H. Largo, Piper Verlag, München 2003, ISBN 978-3-492-04417-2.
- 2004: Duino, Rilke und die Duineser Elegien, dtv-Verlag, München 2004, ISBN 978-3-423-34108-0; Christian Brandstätter Verlag, Wien 2004, ISBN 978-3-85498-363-7.
- 2005: Ich habe zu kurz gelebt. Die Geschichte der Nora Gräfin Kinsky, List Verlag, Berlin 2005, ISBN 978-3-471-77276-8.
- 2008: Dieses herrliche Gefühl der Freiheit. Frieda von Bülow und die Sehnsucht nach Afrika, List Verlag, Berlin 2008, ISBN 978-3-471-77279-9.
- 2011: Lisa, Prinzessin über Nacht, mit Zeichnungen von Kera Till, Hanser Verlag Kinder- und Jugendbuch, München 2011, ISBN 978-3-446-23784-1.
- 2011: Jugendjahre, gemeinsam mit Remo H. Largo, Piper Verlag, München 2011, ISBN 978-3-492-05445-4.
- 2013: Marie von Miller: Die Malerin an der Seite Oskar von Millers, Volk Verlag, München 2013, ISBN 978-3-86222-119-6.
- 2014: Das letzte Fest des alten Europa: Anna Sacher und ihr Hotel, Albrecht Knaus Verlag, München 2014, ISBN 978-3-8135-0434-7. Als TB "Anna Sacher und ihr Hotel. Im Wien der Jahrhundertwende", TB Penguin Verlag, München 2014, ISBN 978-3-328-10058-4
- 2017: Maria Theresia – Liebet mich immer. Briefe an ihre engste Freundin, gemeinsam mit Jean-Pierre Lavandier, Ueberreuter-Verlag, Wien 2017, ISBN 978-3-8000-7664-2.
- 2021: Der Kaiser reist inkognito: Joseph II. und das Europa der Aufklärung, Penguin, München 2021, ISBN 978-3-328-60057-2.[7]
- 2021: From wood to wonders. 120 Jahre Hasslacher. Vom Kraftort Wald zum Werkstoff der Zukunft. Brandstätter Verlag, Dezember 2021, 240 Seiten. Deutsche Ausgabe: ISBN 978-3-7106-0519-2; English edition: ISBN 978-3-7106-0521-5.

## Filmografie (Auswahl)
- 2001: Picassos Friseur (Regie gemeinsam mit Felix Breisach)
- 2005: Hitler und der Adel (Drehbuch gemeinsam mit Melissa Müller, Regie)
- 2007: Die Gräfin und die Russische Revolution – Nora Kinsky – Die Rotkreuzbaronin (Drehbuch, Regie und Hauptdarstellerin)
- 2008: Alte Mauern – neue Ideen. Menschen in Europa (Regie)
- 2010: Der Traum vom Gelobten Land – Theodor Herzl und das moderne Israel (Drehbuch gemeinsam mit Melissa Müller, Regie)
- 2012: Bergwelten – Vom Sinn des Lebens: Viktor Frankl – Zum 15. Todestag (Drehbuch und Regie)
- 2014: Universum History – Diplomatische Liebschaften – Die Mätressen des Wiener Kongresses (Drehbuch gemeinsam mit Melissa Müller und Regie)
- 2015: Remo Largo – Ein Leben für unsere Kinder (Dokumentarfilm 52 min, Buch und Regie gemeinsam mit Aldo Gugolz)
- 2017: Universum History – Maria Theresia – Majestät und Mutter (Drehbuch und Regie)
- 2018: Universum History – Atatürk – Vater der modernen Türkei  (Drehbuch und Regie) / Atatürk – Visionär, Revolutionär, Reformer
- 2018: Die letzten Stunden einer Kaiserin – Elisabeth und die Anarchisten (gemeinsam mit Anna Sigmund)
- 2022: Erbe Österreich: Joseph II. – Kaiser und Rebell (gemeinsam mit Max Jacobi)
- 2023: Universum History – Maria Theresias dunkle Seite – Die Vertreibung der Juden aus Prag (Fernsehserie)

## Auszeichnungen
- 2023: Friedrich-Schiedel-Literaturpreis für Der Kaiser reist inkognito – Joseph II. und das Europa der Aufklärung[8]